# Illiesoperla
Genre
Illiesoperla est un genre d'insectes plécoptères de la famille des Gripopterygidae.

## Distribution
Les espèces de ce genre sont endémiques d'Australie.

## Liste des genres
Selon Plecoptera Species File :
- Illiesoperla (Illiesoperla) McLellan, 1971
  - Illiesoperla australis (Tillyard, 1924)
  - Illiesoperla austrosimplex Theischinger, 1984
  - Illiesoperla barbara Theischinger, 1984
  - Illiesoperla brevicauda Theischinger, 1984
  - Illiesoperla carnarvonensis Theischinger, 1984
  - Illiesoperla cerberus Theischinger, 1982
  - Illiesoperla echidna Theischinger, 1984
  - Illiesoperla franzeni (Perkins, 1958)
  - Illiesoperla mayi (Perkins, 1958)
  - Illiesoperla tropica Theischinger, 1982
- Illiesoperla (Tonyoperla) Theischinger, 1982
  - Illiesoperla frazieri Theischinger, 1982

## Publication originale
- McLellan, I. D. 1971 : A revision of Australian Gripopterygidae (Insecta: Plecoptera). Australian Journal of Zoology Supplementary Series, n. 2, p. 1-79.